# Яни-Маале (Судак Джамі)
Яни-Маале (крим. Yañı Maalle) або Судак Джамі (крим. Sudaq Cami) — мечеть у місті Судак Феодосійського району Автономної Республіки Крим, в районі Сувук-Сув.

## Історія
Будівництво мечеті Яни-Маале почалося в 2003 році. Тоді силами місцевих мешканців та всіх небайдужих вдалося звести та упорядкувати невеликий храм площею 90 кв. м.
Проте з кожним роком мусульман у кварталі Яни Маале ставало дедалі більше, і місця в джамі вже не вистачало.
У 2014 році було збудовано додатковий зал, але на його благоустрій необхідні чималі кошти.
19 листопада 2015 року зловмисники винесли з мечеті скриньку з пожертвуваннями.